# 멕시코 제2연방공화국
멕시코 제2연방공화국(스페인어: Segunda República Federal de México 세군다 레푸블리카 페데랄 데 멕시코[*])는 멕시코-미국 전쟁이 시작되던 1846년 멕시코 중앙집권공화국이 무너진 이후의 멕시코에 수립된 두번째 연방제 정부로, 1863년 프랑스의 제2차 개입으로 멕시코 제2제국이 출범하기 전까지 존속하였다.
제2연방공화국 시기는 멕시코 역사상 가장 다사다난한 시기 중 하나였다. 두 차례의 외세 침입, 국토의 절반 상실, 헌법 개정, 잔혹한 내전 등이 모두 이 시기에 일어났다. 그렇지만 중앙집권공화국 시기에 권력을 잡았던 보수당이 몰락하면서 정치적 발전이 이루어졌으며, 나머지 세기 동안은 자유당이 그 자리를 대체하였다.